# Jan Coenraad Kamerbeek

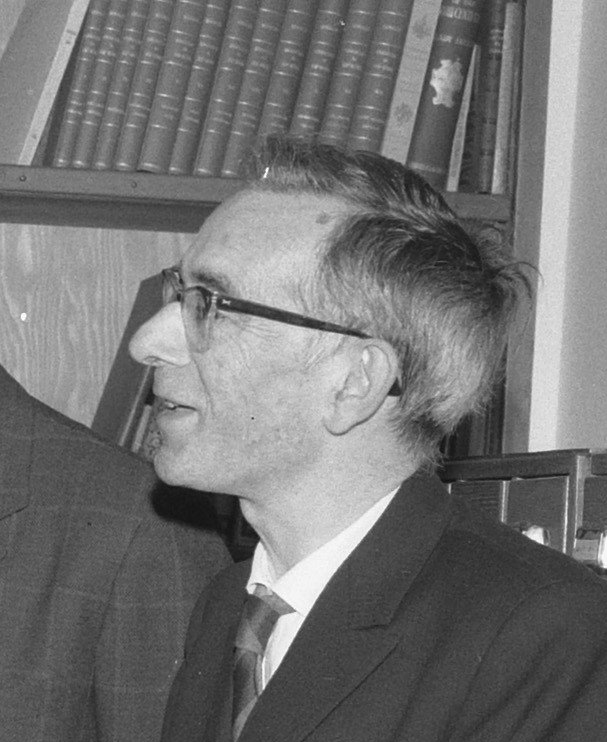
Jan Coenraad Kamerbeek (1962)

Jan Coenraad Kamerbeek (* 4. Oktober 1907 in Rotterdam; † 13. März 1998 in Haarlem) war ein niederländischer Klassischer Philologe (Gräzist) und von 1951 bis 1976 Professor für griechische Sprache und Literatur an der Universiteit van Amsterdam.

## Leben
Kamerbeek war der zweite Sohn des Geographie- und Geschichtslehrers Jan Kamerbeek (1874–1952), der zugleich Leiter einer pädagogischen Hochschule war, und seiner Frau Grietje de Lange (1877–1957). Sein älterer Bruder, Jan Kamerbeek Jr. (1905–1977), war ein bekannter Niederlandist und von 1966 bis 1976 Professor für allgemeine und vergleichende Literaturwissenschaft ebenfalls an der Universiteit van Amsterdam.
Kamerbeek besuchte von 1919 bis 1925 das Gymnasium Erasmianum in Rotterdam. Einer seiner prägenden Lehrer war dort der Klassische Philologe und symbolistische Dichter Jan Hendrik Leopold (1865–1925), bekannt durch seine Ausgabe des Marc Aurel in den Oxford Classical Texts. Von 1925 bis 1930 studierte er Klassische Philologie unter anderem bei dem Gräzisten Carl Wilhelm Vollgraff, dem Latinisten Pieter Helbert Damsté und dem Althistoriker Hendrik Bolkestein.
Von 1931 bis 1951 war er Lehrer am Murmellius Gymnasium in Alkmaar. 1934 erreichte er die Promotion bei Vollgraff in Utrecht mit einer Dissertation Studiën over Sophocles. Danach verfasste er kleinere Artikel und Rezensionen zur Klassischen Philologie. 1940 wurde er Konrektor seiner Schule und nach der Entlassung des jüdischen Rektors J. Hemelrijk (des Vaters des niederländischen Archäologen Jaap M. Hemelrijk) auch deren kommissarischer Rektor. In den Jahren 1940 bis 1946 veröffentlichte er fünf Schulausgaben griechischer Tragödien (Euripides: Medea und Andromache; Sophokles: Antigone, Philoktetes und Trachinierinnen).
1951 erfolgte seine Berufung auf den Lehrstuhl für griechische Sprache und Literatur an der Universiteit van Amsterdam. 1976 wurde er emeritiert. Seine Antrittsrede vom 1. Oktober 1951 trug den Titel De Philoloog in Piëria’s Hof. Darin vertrat er die These, dass ein Philologe auch zu einem literarischen Urteil über die Texte kommen sollte, an denen er arbeitet. In der Folge beschäftigte sich Kamerbeek mit der griechischen Dichtung, vor allem der griechischen Tragödie. Sein Hauptwerk ist The plays of Sophocles, sieben Kommentare zu den sieben Tragödien des Sophokles, die zwischen 1953 und 1984 erschienen. In der Textkritik vertrat er dabei einen konservativen Standpunkt und verteidigte Lesarten, die besser als verderbt gelten sollten. Seine Abschiedsvorlesung hielt er am 2. Oktober 1976 über Sophocles, dichter van de trouw („Sophokles, Dichter der Treue“).
Bekannt geworden ist Kamerbeek vor allem durch seinen Angriff auf Tycho von Wilamowitz-Moellendorffs berühmtes Buch Die dramatische Technik des Sophokles. Der dort vertretenen These, „es sei Sophokles ausschließlich auf den Effekt jeder einzelnen Szene angekommen“ und von Charakterdarstellung im modernen Sinn könne bei Sophokles keine Rede sein, begegnet Kamerbeek bereits in seiner auf Niederländisch verfassten Dissertation mit einer sorgfältigen Interpretation der sophokleischen Charakterdarstellung, die er in seinen Kommentaren vertiefte.
Von 1959 an war er Mitglied der Koninklijke Nederlandse Akademie van Wetenschappen. 1975 wurde er in den Orden vom Niederländischen Löwen aufgenommen, 1978 mit der Ehrendoktorwürde der Vrije Universiteit Brussel ausgezeichnet.
Von 1931 an war er mit Alida Frederika Evers (1903–12. Oktober 1998) verheiratet.

## Schriften (Auswahl)
- Studiën over Sophocles. Dissertation Utrecht, Amsterdam 1934.
- The Plays of Sophocles. Commentaries. Brill, Leiden 1953–1984.
  - I: The Ajax. 1953.
  - II: The Trachiniae. 1959.
  - III: The Antigone. 1978.
  - IV: Oedipus Tyrannus. 1967.
  - V: The Electra. 1974.
  - VI: The Philoctetes. 1980
  - VII: The Oedipus Coloneus. 1984.
- Euripide. Sept exposés et discussions par J. C. Kamerbeek, André Rivier, Hans Diller, Albin Lesky, R. P. Winnington-Ingram, Günther Zuntz, Victor Martin. Vandoeuvres-Genève, 4–9 août 1958. (= Entretiens sur l'Antiquité Classique, Band 6). Fondation Hardt, Vandoeuvres-Genève 1960.